# Lori Cardille
Lori Cardille (Pittsburgh, 1954) es una actriz estadounidense conocida por su papel protagonista en la película Day of the Dead de 1985, dirigida por George A. Romero. También actuó en las series de televisión The Edge of Night y Ryan's Hope. Escribió el libro I'm Gonna Tell: ...an Offbeat Tale of Survival, que relata su experiencia personal tras ser víctima de abuso sexual.

## Filmografía
- Help Me First (2016)
- Doomsday (2016) (Episodio: "Little Leaks Sink the Ship: Part II")
- Milkman (2015)
- Lightweight (2011)
- No Pets (1994)
- Dead and Alive: The Race for Gus Farace (1991) (Película para TV)
- Tales from the Darkside (1986) (Episodio: "Florence Bravo")
- The Equalizer (1985) (Episodio: "The Distant Fire")
- Day of the Dead (1985)
- Parole (1982) (Película para TV)
- Ryan's Hope (1982)
- The Edge of Night (1978-1979)